# Boursies
Boursies est une commune française, située dans le département du Nord en région Hauts-de-France.

## Géographie

### Description
Boursies est un village rural picard du Nord situé à 15 km à l'ouest de Cambrai, 38 km au nord-ouest de Saint-Quentin, 25 km au nord de Péronne, 14 km au nord-est de Bapaume, 25 km au sud-est d'Arras
La commune est, avec  Mœuvres et Doignies une enclave du département du Nord dans le Pas-de-Calais.
Le territoire communal, dont la surface est de 762 ha, a une altitude variant de 64 à 103 m.
Elle se trouve dans le bassin de vie de Bapaume et la zone d'emploi de Cambrai.

### Communes limitrophes
Les communes limitrophes sont  Doignies, Graincourt-lès-Havrincourt, Havrincourt, Hermies, Inchy-en-Artois et Mœuvres.
| Inchy-en-Artois |          | Mœuvres                    |
| Doignies        | Boursies | Graincourt-lès-Havrincourt |
|                 | Hermies  | Havrincourt                |

### Hydrographie

#### Réseau hydrographique
La commune est située dans le bassin Artois-Picardie. Elle est drainée par la Moeuvres et l'Inchy-en-Artois,,.

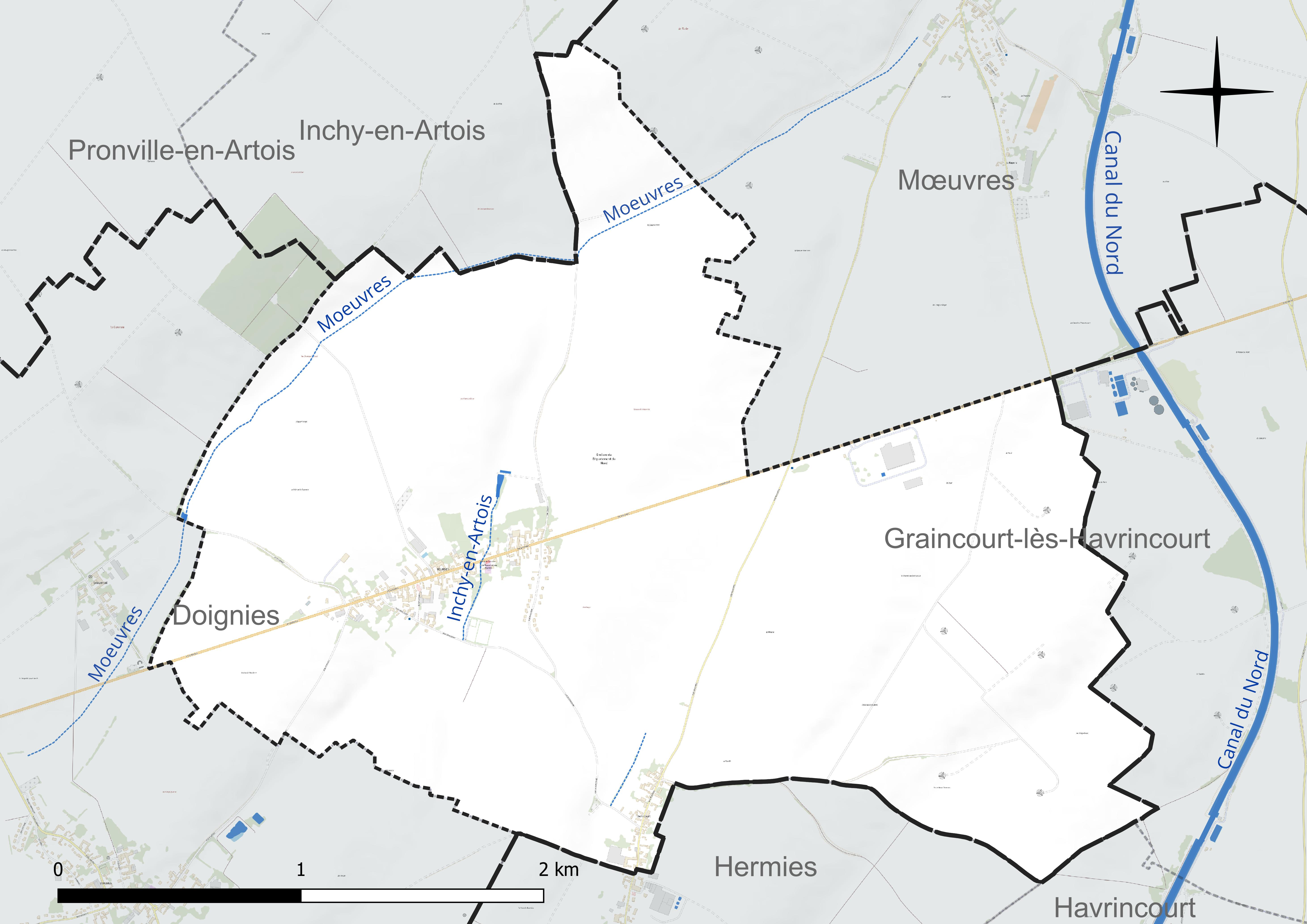
Réseau hydrographique de Boursies.

#### Gestion et qualité des eaux
Le territoire communal est couvert par le schéma d'aménagement et de gestion des eaux (SAGE) « Sensée ». Ce document de planification concerne un territoire de 857 km2 de superficie, délimité par le bassin versant de la Sensée. Le périmètre a été arrêté le 14 janvier 2023 et le SAGE proprement dit a été approuvé le 21 février 2020. La structure porteuse de l'élaboration et de la mise en œuvre est le syndicat mixte Escaut et Affluents (SyMEA).
La qualité des cours d'eau peut être consultée sur un site dédié géré par les agences de l'eau et l'Agence française pour la biodiversité.

### Climat
Pour des articles plus généraux, voir Climat des Hauts-de-France et Climat du Nord.
En 2010, le climat de la commune est de type climat océanique dégradé des plaines du Centre et du Nord, selon une étude du CNRS s'appuyant sur une série de données couvrant la période 1971-2000. En 2020, Météo-France publie une typologie des climats de la France métropolitaine dans laquelle la commune est exposée à un climat océanique et est dans la région climatique Nord-est du bassin Parisien, caractérisée par un ensoleillement médiocre, une pluviométrie moyenne régulièrement répartie au cours de l'année et un hiver froid (3 °C).
Pour la période 1971-2000, la température annuelle moyenne est de 10,3 °C, avec une amplitude thermique annuelle de 14,7 °C. Le cumul annuel moyen de précipitations est de 682 mm, avec 11,7 jours de précipitations en janvier et 9,1 jours en juillet. Pour la période 1991-2020, la température moyenne annuelle observée sur la station météorologique la plus proche, située sur la commune de Douai à 26 km à vol d'oiseau, est de 11,0 °C et le cumul annuel moyen de précipitations est de 729,2 mm,. Pour l'avenir, les paramètres climatiques de la commune estimés pour 2050 selon différents scénarios d'émission de gaz à effet de serre sont consultables sur un site dédié publié par Météo-France en novembre 2022.

## Urbanisme

### Typologie
Au 1er janvier 2024, Boursies est catégorisée commune rurale à habitat dispersé, selon la nouvelle grille communale de densité à sept niveaux définie par l'Insee en 2022.
Elle est située hors unité urbaine et hors attraction des villes,.

### Occupation des sols

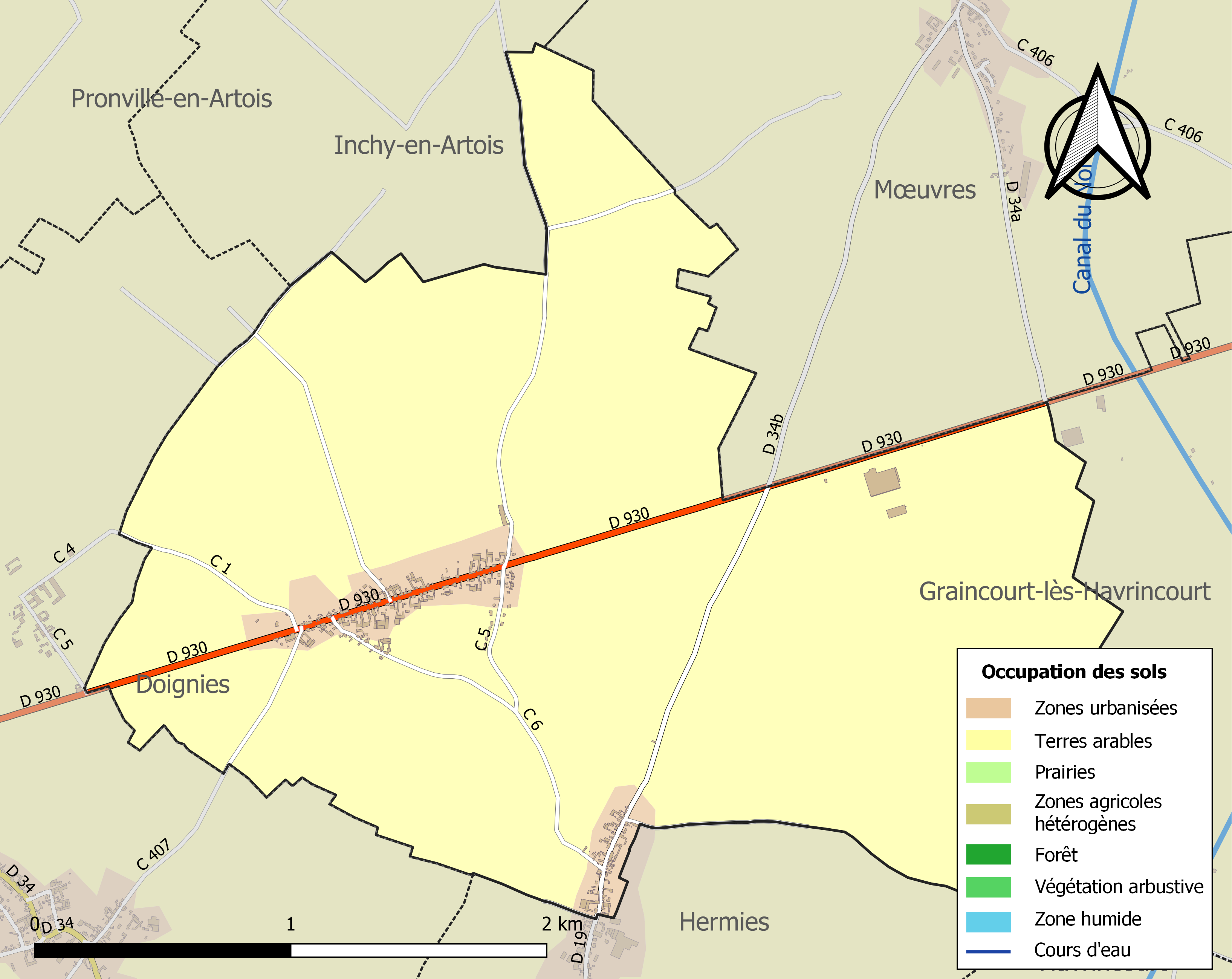
Carte des infrastructures et de l'occupation des sols de la commune en 2018 (CLC).

L'occupation des sols de la commune, telle qu'elle ressort de la base de données européenne d'occupation biophysique des sols Corine Land Cover (CLC), est marquée par l'importance des territoires agricoles (95,5 % en 2018), une proportion identique à celle de 1990 (95,5 %). La répartition détaillée en 2018 est la suivante : 
terres arables (95,5 %), zones urbanisées (4,5 %). L'évolution de l'occupation des sols de la commune et de ses infrastructures peut être observée sur les différentes représentations cartographiques du territoire : la carte de Cassini (XVIIIe siècle), la carte d'état-major (1820-1866) et les cartes ou photos aériennes de l'IGN pour la période actuelle (1950 à aujourd'hui).

### Morphologie urbaine
Le village est construit le long de l'ancienne route nationale.

### Habitat et logement
En 2019, le nombre total de logements dans la commune était de 135, alors qu'il était de 131 en 2014 et de 127 en 2009.
Parmi ces logements, 100 % étaient des résidences principales, 0 % des résidences secondaires et 0 % des logements vacants. Ces logements étaient pour 94,9 % d'entre eux des maisons individuelles et pour 3,6 % des appartements.
Le tableau ci-dessous présente la typologie des logements à Boursies en 2019 en comparaison avec celle du Nord et de la France entière. Une caractéristique marquante du parc de logements est ainsi une proportion de résidences secondaires et logements occasionnels (0 %) inférieure à celle du département (1,6 %) et très inférieure à celle de la France entière (9,7 %). Concernant le statut d'occupation de ces logements, 74,5 % des habitants de la commune sont propriétaires de leur logement (72,1 % en 2014), contre 54,7 % pour le Nord et 57,5 pour la France entière.
| Typologie                                               | Boursies | Nord | France entière |
| ------------------------------------------------------- | -------- | ---- | -------------- |
| Résidences principales (en %)                           | 100      | 90,6 | 82,1           |
| Résidences secondaires et logements occasionnels (en %) | 0        | 1,6  | 9,7            |
| Logements vacants (en %)                                | 0        | 7,8  | 8,2            |

### Voies de communication et transports
Boursies est desservie par l'ancienne route nationale 29 reliant la Normandie à la Belgique et dont le tronçon compris entre Bapaume à la Belgique a été renommée en 1972 en Route nationale 30 (France), avant d'être déclassée pour former route départementale 930.
La commune est desservie par le réseau de transports urbains de la Communauté d'agglomération de Cambrai appelé TUC (Transports Urbains du Cambrésis), par la ligne 15,.

### Énergie
Une ferme éolienne de 15 appareils est implantée dans l'Enclave constituée par les communes de Mœuvres, Boursies et Doignies depuis 2016.

## Toponymie
Le village est mentionné entre les IXe et XIIe siècles sous les noms de Buxerlæ, Bosseris, Bosseriis, Bossieres, Busseriæ, Boussies,.
Ce nom désigne un lieu couvert de bois, de buissons, de buis.

## Histoire

### Préhistoire

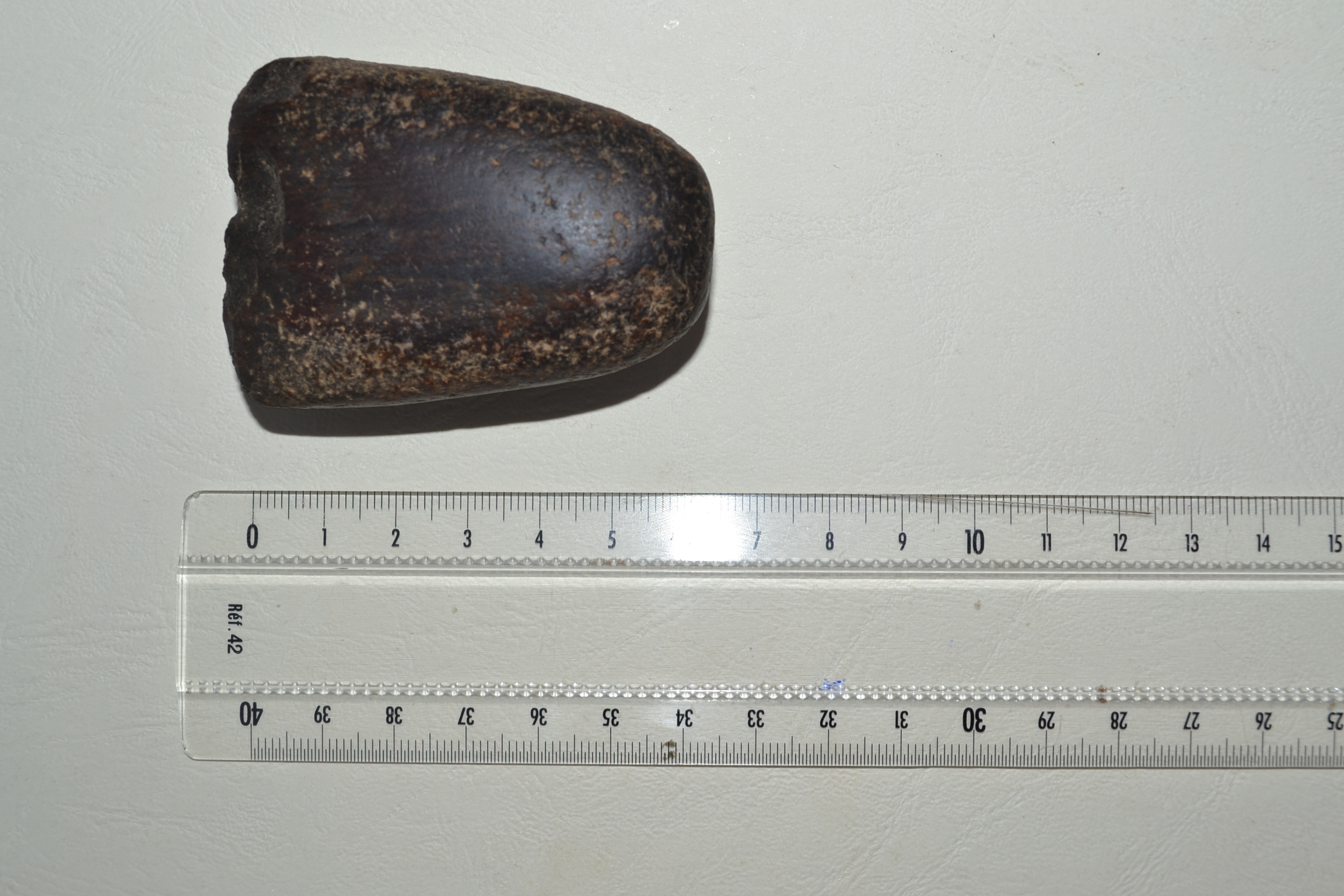
Hache néolithique en pierre polie

On a  trouvé des vestiges de la période du Néolithique à Boursies comme cette hache trouvée en 1975 dans le secteur du lieu-dit : Le Gros Moulin"

### Antiquité
Le village est sur le tracé de la voie romaine reliant  Cambrai à Amiens.
Un trésor monétaire constitué de 3 516 pièces datant des II e et IIIe siècles a été découvert à Boursies en 1962.

### Moyen Âge
Boursies est constituée en paroisse dès 1057, dédiée à saint Ouen (609-683)
Selon Mannier, au IXe siècle le village alors nommé Buxerias est affecté par Dodilon, évêque de Cambrai, au chapitre de la cathédrale Notre-Dame de Cambrai, qui le conserve jusqu'à la Révolution française.

### Temps modernes
Avant la Révolution française, Boursies est le siège d'une seigneurie. Au XVIIIe siècle, elle est détenue par la famille de Quellerie. Charles-Philippe de Quellerie, écuyer, seigneur de Chanteraine, Quiéry, Boursies, du Forestel, ancien officier au régiment d'Issenghien, époux de Marie-Françoise de Marmet de Valcroissant, est d'abord retrouvé. Lui succède son fils François-Emmanuel de Quellerie de Chanteraine, chevalier, seigneur de Chanteraine, Quiéry, Boursies, Vadencourt, Courchelettes, créé comte de Quellerie de Chanteraine en 1769, chevalier d'honneur à la cour du Parlement de Flandres de 1764 au 12 juillet 1783. Il épouse par contrat passé à Douai le 11 août 1736, Marie-Françoise Cardon de Rollancourt, dame de Rollancourt, Rongy, née de Jean-Louis de Rollancourt, chevalier, seigneur de Rollancourt, trésorier de France au bureau des finances de la généralité de Lille, chef du magistrat de Douai. et de Marie- Anne-Antoinette de La Bauvette de Warnicamps.

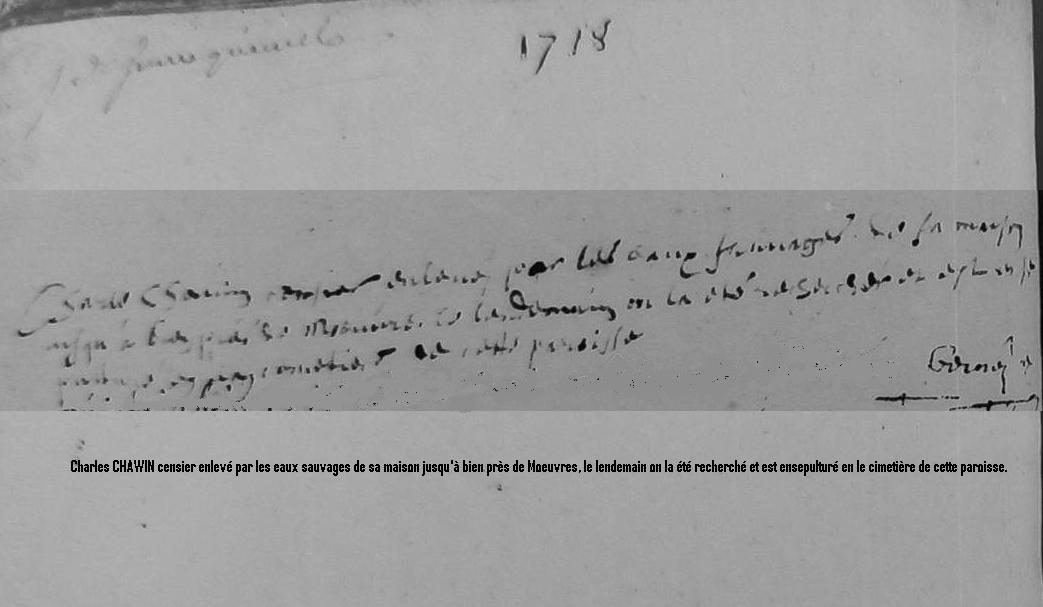
Acte de décès de Charles Chauwin en 1718

Que s'est il passé en 1718 à Boursies ?  
Il n'y a aucun cours d'eau dans la commune et pourtant Charles Chauwin a trouvé la mort noyé en 1718 (sans date précise), « il a été enlevé par les eaux sauvages de sa maison jusqu'à bien près de Mœuvres, le lendemain on la été recherché et est ensépulturé en le cimetière de cette paroisse ».
Sous l'Ancien Régime, Boursies relève du Cambrésis, mais a quelques enclaves en Artois.

### Révolution française et Empire
Le village est presque entièrement détruit en 1798.

### Époque contemporaine
L'église est reconstruite en 1869 sur les plans d'André de Baralle,. On découvre alors des souterrains-refuges qui protégeaient les habitants lors des conflits et troubles.

#### Première Guerre mondiale et reconstruction
Au début de la Première Guerre mondiale, les Allemands occupent l'église dès le 27 août 1914 et la démolissent en février 1917, ainsi que l'ensemble du village lors du retrait allemand de l'Opération Alberich.
Le village est considéré comme détruit à la fin de la guerre et a  été décoré de la Croix de guerre 1914-1918, le 16 septembre 1920.
La reconstruction est décidée le 18 décembre 1919 sous la surveillance de quatre conseillers municipaux, Émile Corbier, Hilogène Wanquiez, Eugène Deleau et Fernand Solau. L'architecte de Cambrai Paul Bon est chargé des études le 11 janvier 1920. Il est remplacé en juin 10923 par Joseph Reymond. Les plans de la reconstruction de la mairie, du groupe scolaire et des logements des instituteurs sont acceptés en 1931.

La reconstruction de Boursies
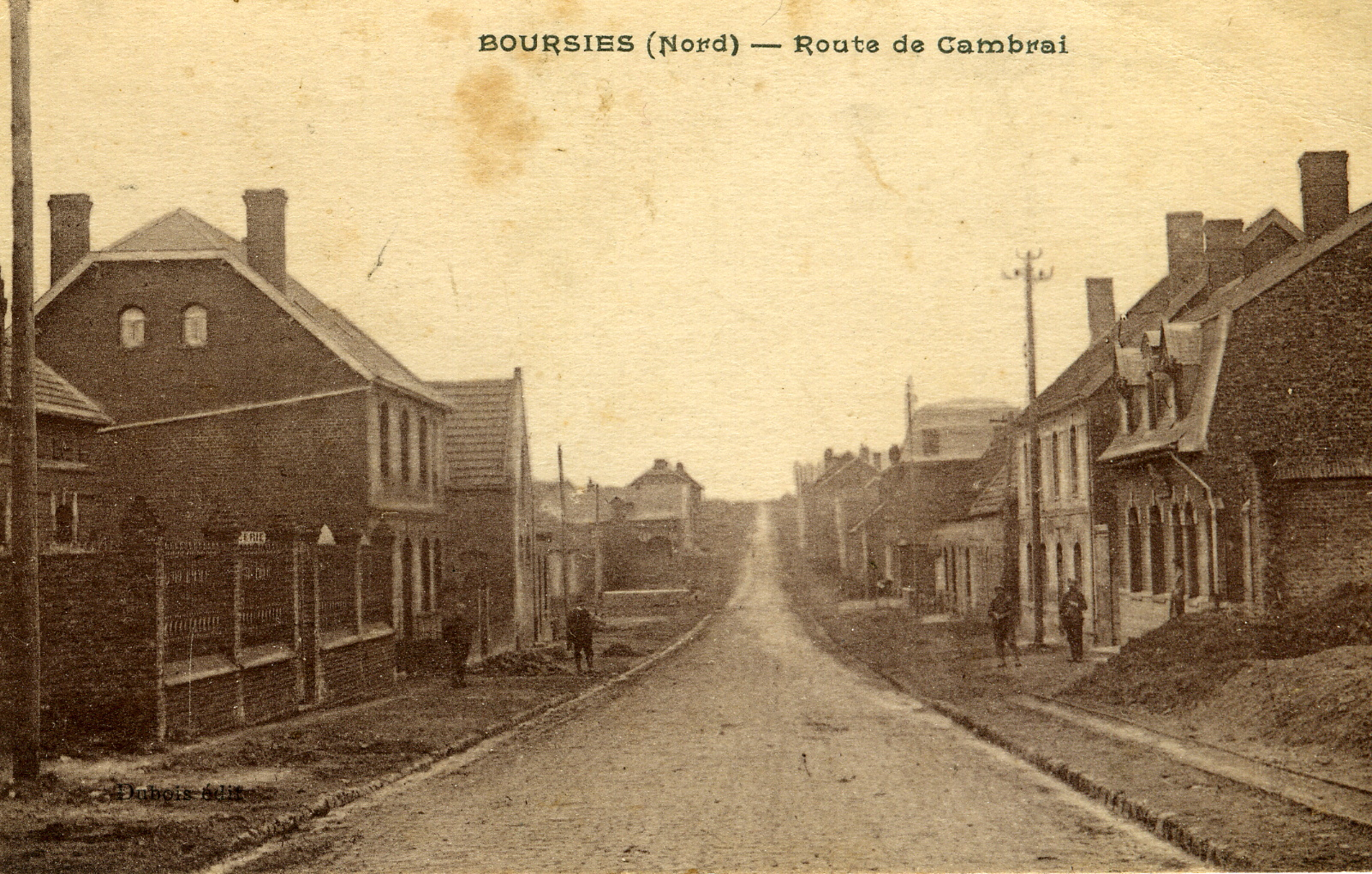
Direction Cambrai
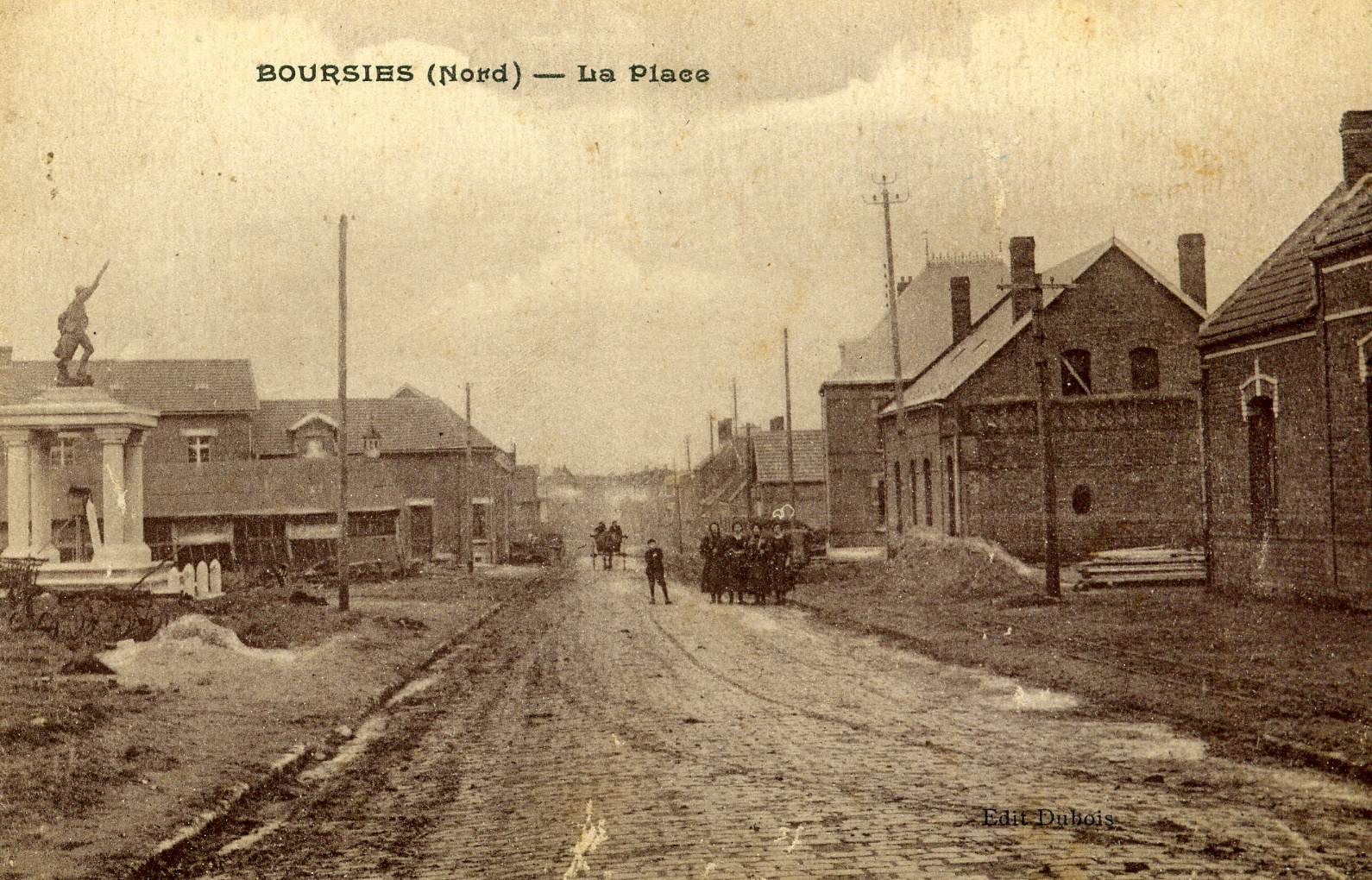
Direction Cambrai avec le monument aux morts et l'église provisoire
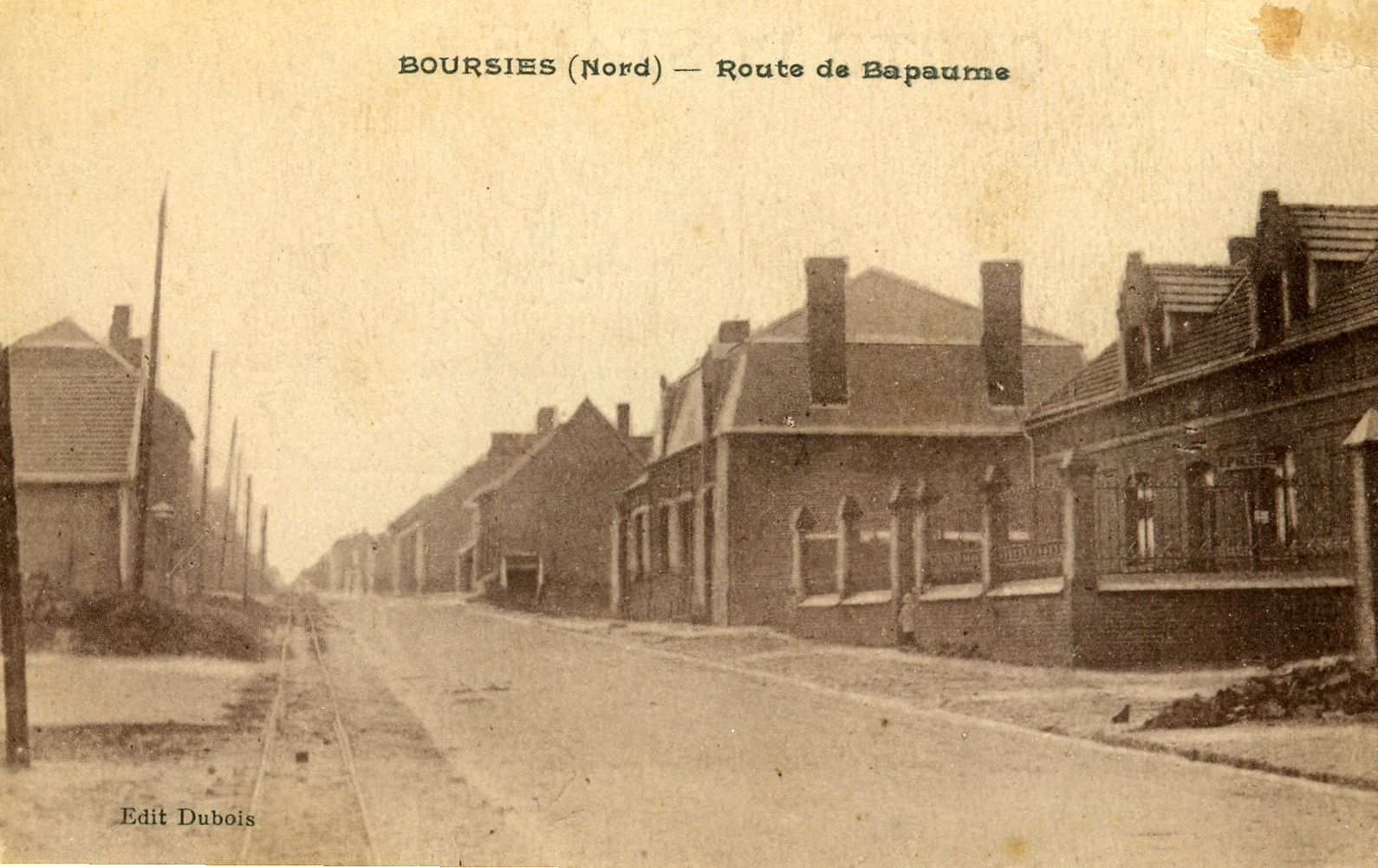
Direction Bapaume l'église n'est pas encore reconstruite
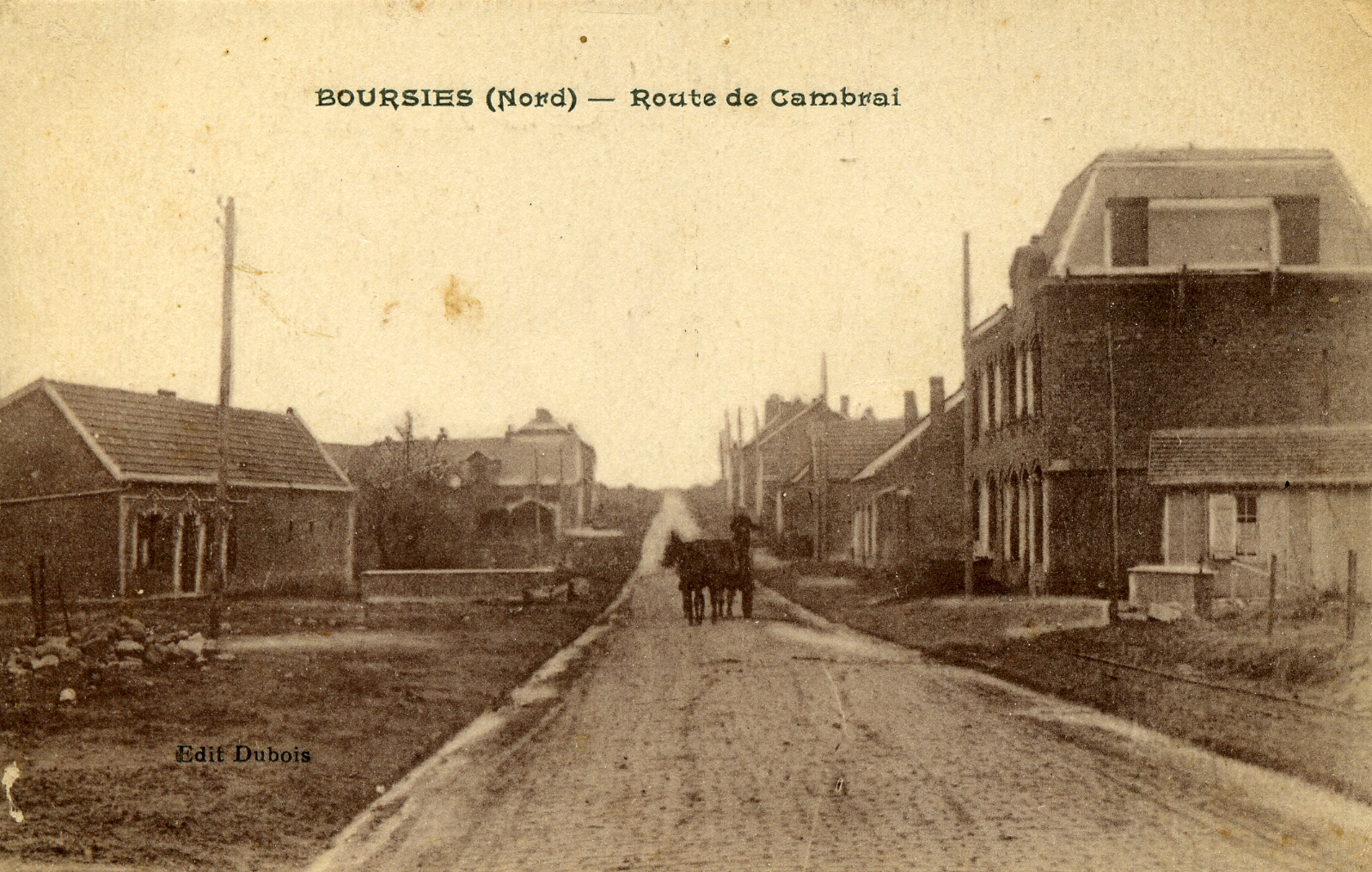
Direction Cambrai
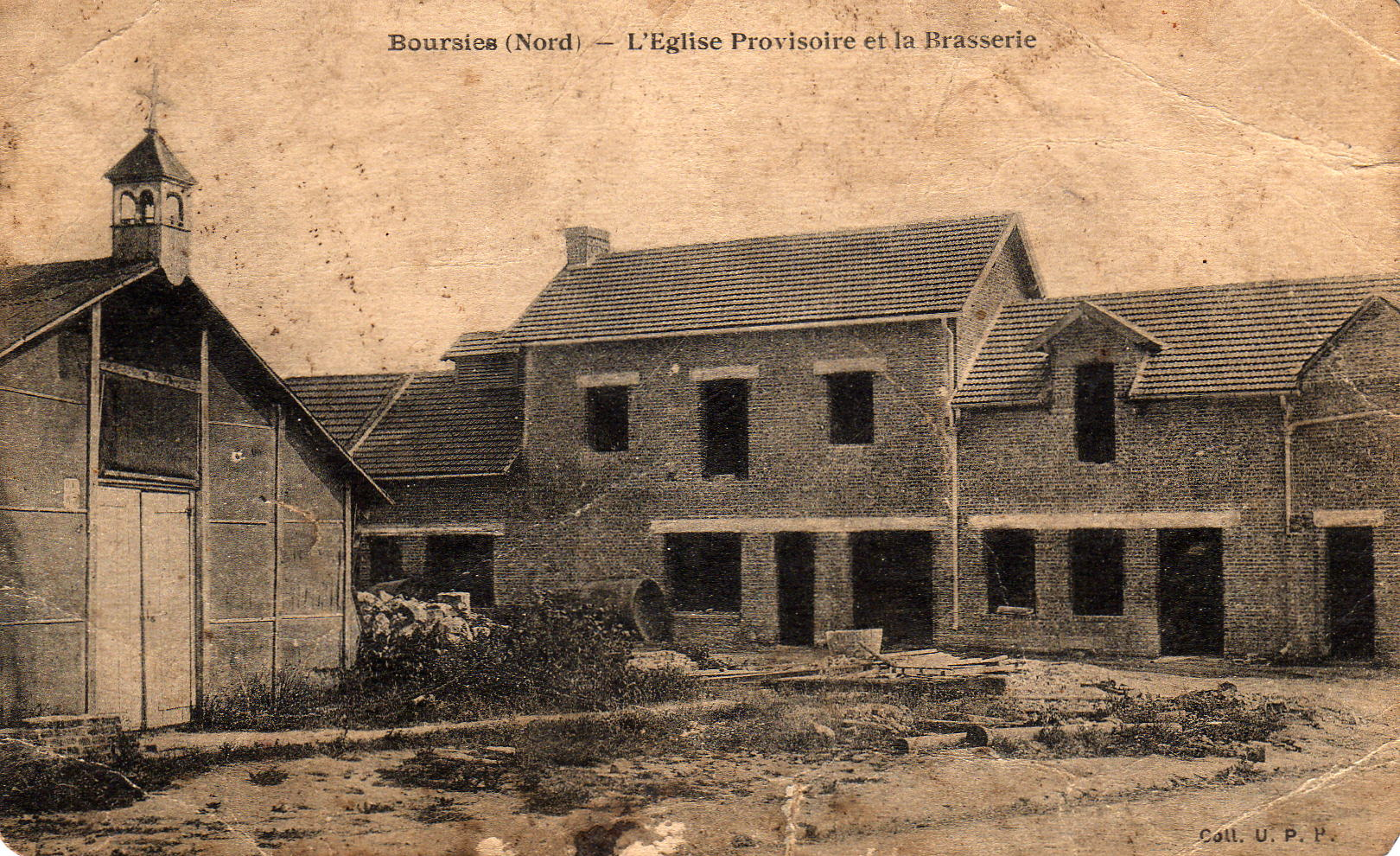
L'église provisoire lors de la reconstruction vers 1922/1923

## Politique et administration

### Rattachements administratifs et électoraux

#### Rattachements administratifs
La commune se trouve dans l'arrondissement de Cambrai du département du Nord.
Elle faisait partie depuis 1801 du canton de Marcoing. Dans le cadre du redécoupage cantonal de 2014 en France, cette circonscription administrative territoriale a disparu, et le canton n'est plus qu'une circonscription électorale.

#### Rattachements électoraux
Pour les élections départementales, la commune fait partie depuis 2014 du canton de Cambrai
Pour l'élection des députés, elle fait partie de la dix-huitième circonscription du Nord.

### Intercommunalité
Boursies est membre depuis 2013 de la communauté d'agglomération de Cambrai, un établissement public de coopération intercommunale (EPCI) à fiscalité propre créé initialement en 1999 et auquel la commune a transféré un certain nombre de ses compétences, dans les conditions déterminées par le code général des collectivités territoriales.

### Liste des maires
| Période                                  | Période                         | Identité            | Étiquette | Qualité                                                     |
| ---------------------------------------- | ------------------------------- | ------------------- | --------- | ----------------------------------------------------------- |
| Les données manquantes sont à compléter. |                                 |                     |           |                                                             |
| avant 1802-1803                          |                                 | Jean Ph. Daillet    |           |                                                             |
| avant 1807                               | 1808                            | M. Savary           |           |                                                             |
| Les données manquantes sont à compléter. |                                 |                     |           |                                                             |
| mars 1983                                | 2014                            | Charles Caudrillier | SE        |                                                             |
| 2014                                     | En cours (au 13 septembre 2022) | Slimane Rahem       |           | Fonctionnaire départemental Réélu pour le mandat 2020-2026, |

## Équipements et services publics
La commune souhaite se doter d'une salle polyvalente en 2022,.
Elle dispose d'une zone de loisirs dénommée Espace René-Duchemin.
Un distributeur automatique de pain est installé en 2017 en mairie, disponible en permanence.

## Population et société
Les habitants de la commune sont les Bodiciens et les Bodiciennes.

### Démographie

#### Évolution démographique
L'évolution du nombre d'habitants est connue à travers les recensements de la population effectués dans la commune depuis 1793. Pour les communes de moins de 10 000 habitants, une enquête de recensement portant sur toute la population est réalisée tous les cinq ans, les populations de référence des années intermédiaires étant quant à elles estimées par interpolation ou extrapolation. Pour la commune, le premier recensement exhaustif entrant dans le cadre du nouveau dispositif a été réalisé en 2007.

En 2022, la commune comptait 376 habitants, en évolution de −2,59 % par rapport à 2016 (Nord : +0,51 %, France hors Mayotte : +2,11 %).
| 1793 | 1800 | 1806 | 1821 | 1831 | 1836 | 1841 | 1846 | 1851 |
| ---- | ---- | ---- | ---- | ---- | ---- | ---- | ---- | ---- |
| 603  | 616  | 656  | 721  | 811  | 811  | 819  | 871  | 818  |

| 1856 | 1861 | 1866 | 1872 | 1876 | 1881 | 1886 | 1891 | 1896 |
| ---- | ---- | ---- | ---- | ---- | ---- | ---- | ---- | ---- |
| 802  | 794  | 809  | 807  | 808  | 704  | 630  | 613  | 565  |

| 1901 | 1906 | 1911 | 1921 | 1926 | 1931 | 1936 | 1946 | 1954 |
| ---- | ---- | ---- | ---- | ---- | ---- | ---- | ---- | ---- |
| 571  | 574  | 551  | 355  | 361  | 364  | 340  | 296  | 307  |

| 1962 | 1968 | 1975 | 1982 | 1990 | 1999 | 2006 | 2007 | 2012 |
| ---- | ---- | ---- | ---- | ---- | ---- | ---- | ---- | ---- |
| 297  | 318  | 285  | 239  | 243  | 285  | 302  | 304  | 347  |

| 2017 | 2022 | - | - | - | - | - | - | - |
| ---- | ---- | - | - | - | - | - | - | - |
| 394  | 376  | - | - | - | - | - | - | - |

#### Pyramide des âges
La population de la commune est relativement jeune.
En 2018, le taux de personnes d'un âge inférieur à 30 ans s'élève à 41,9 %, soit au-dessus de la moyenne départementale (39,5 %). À l'inverse, le taux de personnes d'âge supérieur à 60 ans est de 16,3 % la même année, alors qu'il est de 22,5 % au niveau départemental.
En 2018, la commune comptait 184 hommes pour 213 femmes, soit un taux de 53,65 % de femmes, légèrement supérieur au taux départemental (51,77 %).
Les pyramides des âges de la commune et du département s'établissent comme suit.
| Hommes | Classe d’âge | Femmes |
| ------ | ------------ | ------ |
| 0,0    | 90 ou +      | 0,9    |
| 2,7    | 75-89 ans    | 7,0    |
| 11,9   | 60-74 ans    | 9,8    |
| 24,1   | 45-59 ans    | 16,4   |
| 18,7   | 30-44 ans    | 24,6   |
| 19,9   | 15-29 ans    | 18,4   |
| 22,7   | 0-14 ans     | 22,9   |

| Hommes | Classe d’âge | Femmes |
| ------ | ------------ | ------ |
| 0,5    | 90 ou +      | 1,4    |
| 5,3    | 75-89 ans    | 8,1    |
| 14,8   | 60-74 ans    | 16,2   |
| 19,1   | 45-59 ans    | 18,4   |
| 19,5   | 30-44 ans    | 18,7   |
| 20,7   | 15-29 ans    | 19,1   |
| 20,2   | 0-14 ans     | 18     |

### Cultes
Saint Ouen, patron de l'église, est fêté le 24 août, des reliques se trouvent toujours dans l'église Saint-Ouen de Boursies.

## Culture et patrimoine

### Lieux et monuments
- L'église Saint-Ouen, reconstruite après les destructions de la Première Guerre mondiale sur les plans de l'architecte G. Boone, en style néo-roman, avec des  fresques d'Émile Flamant. Elle est remarquable par son porche dont le portail s'ouvre vers la nef dans inscrit dans un arc en plein cintre mouluré  inscrit dans un pignon soutenu par des impostes aux chapiteaux sculptés. 
Elle contient le reliquaire de la tête  de Saint Ouen[43]

- Le monument aux morts, inauguré le 31 août 1924 avec l'aide financière du département d'Ille-et-Vilaine, constitué.d'un socle placé sur quatre colonnes et servant de base à la statue d'un Poilu de la victoire. Au niveau inférieur se trouve une plaque rappelant le nom des villageois victimes de la Première Guerre mondiale, quatorze militaires et deux civils morts en déportation[44].

- Chapelle Notre-Dame du Sacré-Coeur[45]

- Chapelle Notre-Dame de Liesse[46]

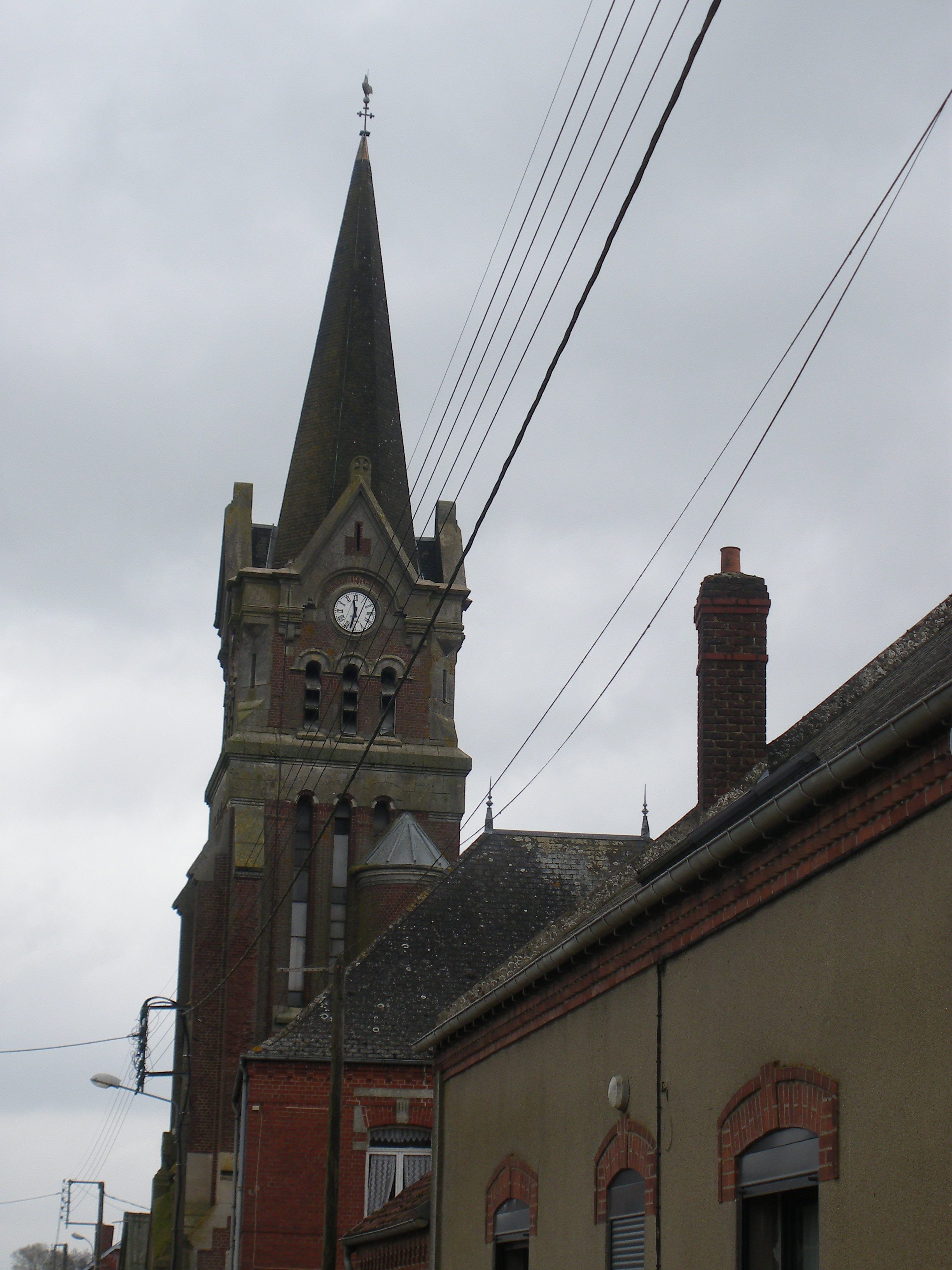
Clocher de l'église
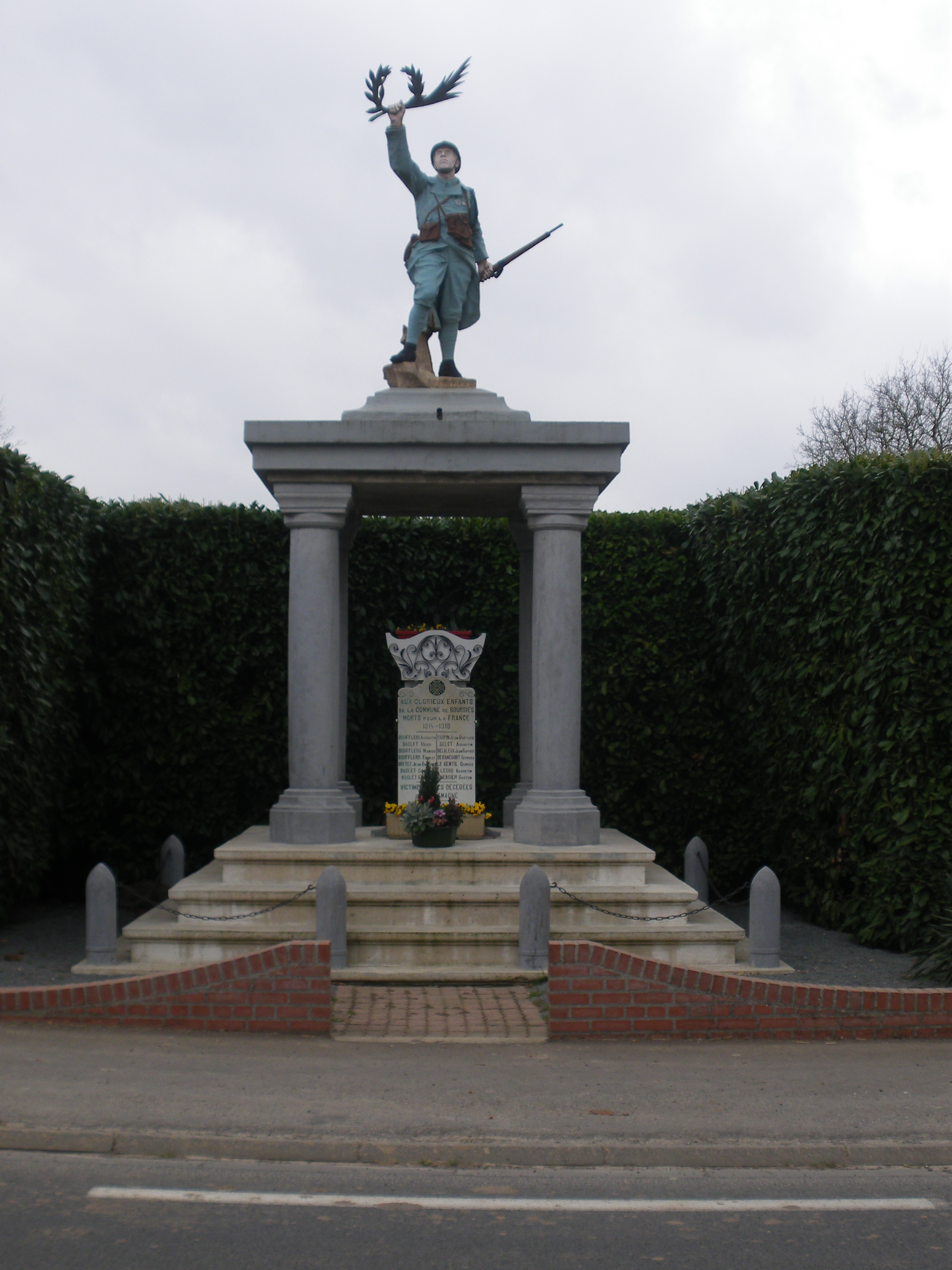
Le monument aux morts

## Héraldique
| Blason de Boursies | Blason  | D'or à trois lions d'azur, au chef de gueules chargé d'une Notre-Dame-de-Grâce de carnation à mi-corps, vêtue de gueules et d'azur, et tenant à senestre l'Enfant Jésus. |
| Blason de Boursies | Détails | Le statut officiel du blason reste à déterminer. |

## Pour approfondir